# Guten Morgen, du Schöne: Rosi
Guten Morgen, du Schöne: Rosi  ist ein 1979 geschaffener Film des Fernsehens der DDR von Thomas Langhoff nach einem Kapitel aus dem 1977 erschienenen Buch Guten Morgen, du Schöne von Maxie Wander.

## Handlung
Rosi ist eine selbstbewusste, sensible 36-jährige Sekretärin. Sie erzählt in zwangloser Atmosphäre in ihrem Wohnzimmer dem Zuhörer ihre Geschichte. Mit Warmherzigkeit, Realitätssinn und Humor zeigt sie sich als souveräner, starker Teil in ihrer Beziehung. Sie liebt ihren Mann über alles, „hat ihn im Blut“ und kann sich ein Leben ohne ihn nicht denken. Ihr Kind will sie in seiner Erziehung und Entwicklung um nichts in der Welt „verbiegen“ (, so wie sie auch selbst von ihren Eltern „unverbogen“ erzogen wurde, zu Ehrlichkeit und ohne Heuchelei). Sie glaubt an die Liebe, steht aber selbstbewusst dazu auch mit anderen Männern zu schlafen, wenn ihr Verlangen sie dazu treibt. Auch der Sexualität Frauen gegenüber zeigt sie sich aufgeschlossen. Alles was natürlich ist, empfindet sie als gut für sich. Rosi genießt die Geborgenheit ihrer Familie und die Liebe ihres Mannes, braucht aber auch die Freiheit Dinge zu tun, die nur sie interessieren und ihr am Herzen liegen. Mutlos und resigniert wirkt sie, weil es „Dinge“ (in ihrer Beziehung) gibt, die sie nicht ändern kann, auch weil ihr Mann so konservativ ist.
Es macht sie traurig als sie ihren Arbeitsalltag schildert und die immer weiter um sich greifende Kompetenz- und Entscheidungslosigkeit ihrer Vorgesetzten schildert.
Sie hinterfragt den Stillstand, die Phrasendrescherei, Gedankenlosigkeit und Geschichtsvergessenheit in der Gesellschaft.

## Produktion
Das DDR-Fernsehen produzierte auf Grundlage von Guten Morgen, du Schöne sieben Fernseh-Produktionen, wobei der Film des Regisseurs Hans-Werner Honert über drei junge Frauen aus Maxi Wanders Buch Aufführungsverbot erhielt und deshalb erst nach der Wende gezeigt werden konnte. Die jeweils anderen drei Folgen von Vera Loebner (mit elektronischen Fernsehkameras aufgenommen) und Thomas Langhoff (mit 16 mm Filmkamera aufgenommen) wurden 1979 und 1980 ausgestrahlt.
Die Erstausstrahlung dieses Farbfilms erfolgte am 16. März 1980 im 2. Programm des Fernsehens der DDR.